# Pam Reynolds
Pam Reynolds Lowery (1956 — 22 de maio de 2010) foi uma cantora e compositora estadunidense. Em 1991, aos 35 anos de idade, teve uma experiência de quase-morte (EQM) durante uma cirurgia cerebral. Esta EQM é uma das mais notáveis e bem documentadas existentes, sendo comumente considerada por pesquisadores de EQMs como uma prova ou evidência da sobrevivência da consciência humana após a morte física.
Em 2000, o psicólogo Kenneth Ring, um dos membros fundadores da Associação Internacional de Estudos de Quase-Morte, escreveu na revista acadêmica da associação que a EQM de Pam Reynolds é "a melhor instância única que temos atualmente na literatura sobre experiências de quase-morte para confundir os céticos".